# Yuto Nagasaka
Yuto Nagasaka (永坂 勇人 Nagasaka Yuto?, nacido el 22 de mayo de 1994 en Hokkaido) es un futbolista japonés que se desempeña como defensa.

## Trayectoria

### Clubes
| Club                       | País      | Año         |
| -------------------------- | --------- | ----------- |
| Hokkaido Consadole Sapporo | Japón     | 2013 - 2018 |
| Khonkaen FC (cedido)       | Tailandia | 2013        |
| J. League sub-22 (cedido)  | Japón     | 2014 - 2015 |
| Mito HollyHock (cedido)    | Japón     | 2017 - 2018 |

## Estadística de carrera

### J. League
| Club                       | Año   | J. League | J. League | Copa J. League | Copa J. League | Total | Total |
| Club                       | Año   | Part.     | Goles     | Part.          | Goles          | Part. | Goles |
| -------------------------- | ----- | --------- | --------- | -------------- | -------------- | ----- | ----- |
| Consadole Sapporo          | 2013  | 0         | 0         | -              | -              | 0     | 0     |
| Consadole Sapporo          | 2014  | 0         | 0         | -              | -              | 0     | 0     |
| Consadole Sapporo          | 2015  | 2         | 0         | -              | -              | 2     | 0     |
| Hokkaido Consadole Sapporo | 2016  | 3         | 0         | -              | -              | 3     | 0     |
| Hokkaido Consadole Sapporo | 2017  | 0         | 0         | 4              | 0              | 4     | 0     |
| J. League sub-22           | 2014  | 3         | 0         | -              | -              | 3     | 0     |
| J. League sub-22           | 2015  | 4         | 0         | -              | -              | 4     | 0     |
| Mito HollyHock             | 2017  | 0         | 0         | -              | -              | 0     | 0     |
| Total                      | Total | 12        | 0         | 4              | 0              | 16    | 0     |